# Biosteres aietes
Biosteres aietes är en stekelart som beskrevs av Fischer 1970. Biosteres aietes ingår i släktet Biosteres och familjen bracksteklar. Inga underarter finns listade.